# Winterstettendorf

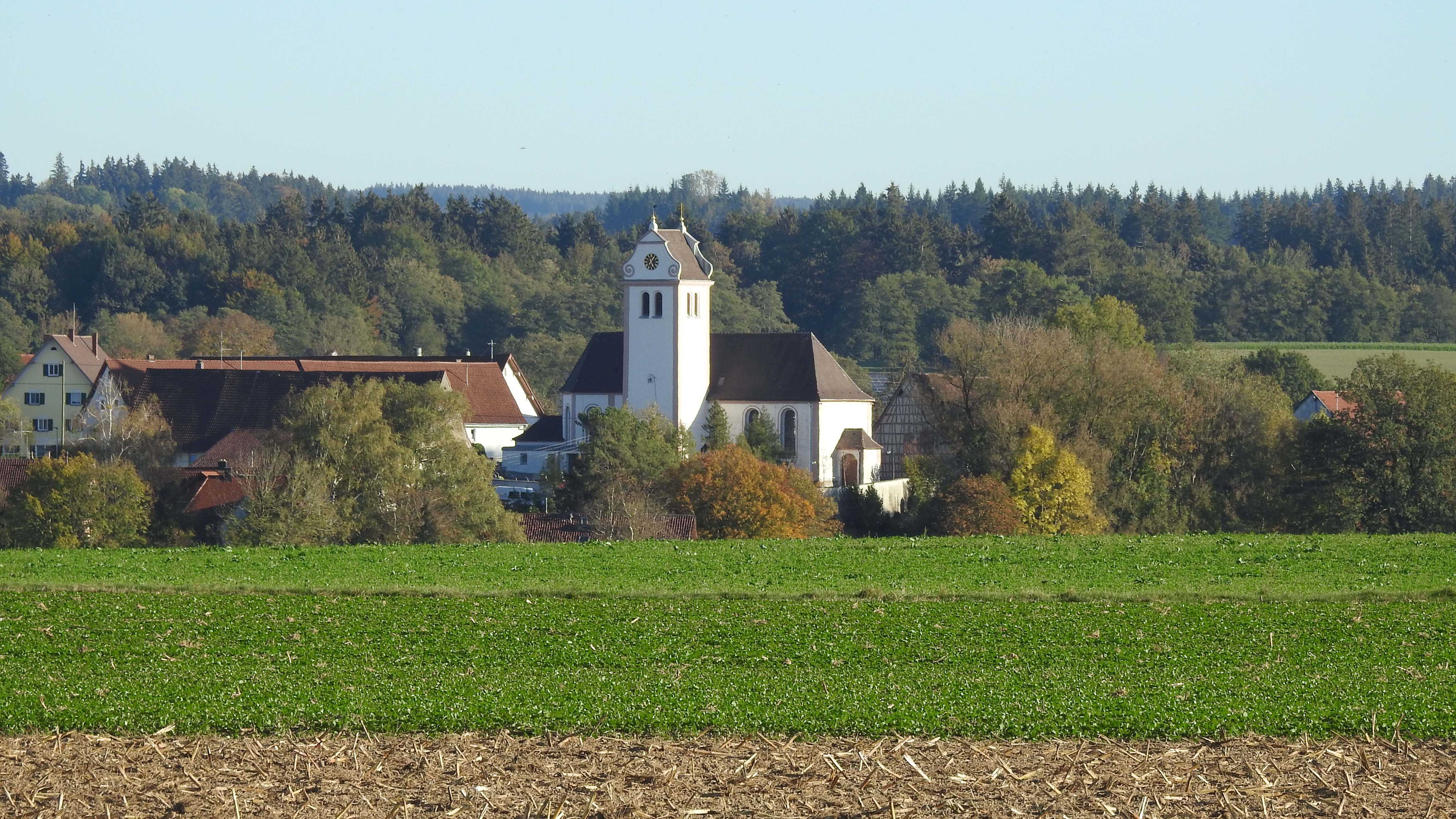
Winterstettendorf von Nordwesten

Winterstettendorf ist ein Teilort von Ingoldingen im Landkreis Biberach in Oberschwaben.

## Beschreibung
Das Haufendorf liegt im Quellgebiet der Warmen Riß an der K 7550, die Michelwinnaden mit Winterstettenstadt verbindet.
In der Gemeinde ist ein Kindergarten.

## Geschichte
Ursprünglich im Territorium der Herren von Winterstetten (1191) gelangte der Ort nach und nach in den Besitz von Waldburg-Waldsee. Die Patronatsrechte lagen 1255 beim Damenstift Baindt, welches 1240 nach einer Schenkung des Reichsschenken Konrad von Winterstetten erbaut wurde. Der österreichische Herzog Albrecht IV. übergab die Patronatsrechte 1308 an das Kloster Schussenried. Die Gerichtshoheit war die ganze Zeit bei der Oberen Landvogtei Schwaben in Altdorf. Am 30. Mai 1709 veräußerte, aufgrund von Geldnot Waldburg-Waldsee das Dorf für 20.332 Gulden an das Kloster Schussenried, wo es auch bis 1803 verblieb. Nach einem kurzen Zwischenspiel im Bestand des Grafen von Sternberg-Manderscheid wurde es 1806 in das Königreich Württemberg eingegliedert und dort dem Oberamt Waldsee zugeordnet. 
Bei der Verwaltungsreform während der NS-Zeit in Württemberg gelangte Winterstettendorf 1938 vom alten Oberamt Waldsee zum Landkreis Biberach. Im Jahre 1945 wurde der Ort Teil der Französischen Besatzungszone und kam somit zum Nachkriegsland Württemberg-Hohenzollern, welches 1952 im Bundesland Baden-Württemberg aufging.
Seit dem 1. Dezember 1974 ist Winterstettendorf ein Teilort von Ingoldingen.

## Bauwerke

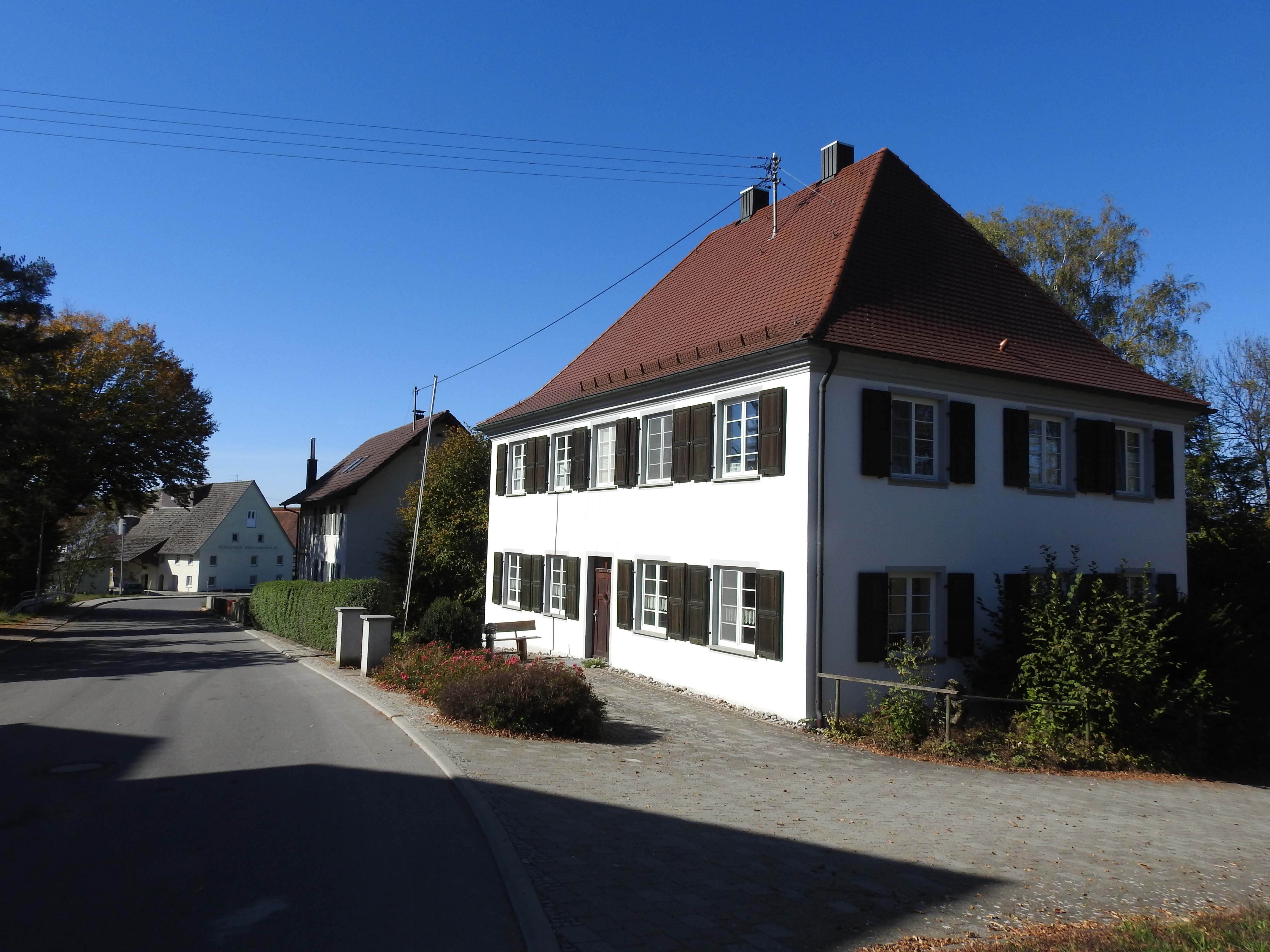
Pfarrhaus in Winterstettendorf

- denkmalgeschützte Pfarrkirche St. Pankratius, schon 1406 an die Propstei Bad Schussenried inkorporiert.
- Pfarrhaus, erbaut 1811
- Zehntscheuer (Hausnr. 16) der Reichsabtei Schussenried